# 马哈茂德·阿鲁勒
马哈茂德·阿鲁勒（阿拉伯语：‎，1950年—）巴勒斯坦民族权力机构纳布卢斯省省长，2009年入选法塔赫中央委员会，2016年成为法塔赫副主席。他是马哈茂德·阿巴斯可能的接班人。